# تاورة (بو مريم)
تاورة هي إحدى مشيخات المملكة المغربية، تتبع جغرافيا لإقليم فكيك وإداريًا لبو مريم. يقدر عدد سكانها بـ 1482 نسمة حسب الإحصاء الرسمي للسكان والسكنى لسنة 2004.